# Disco de Benham

A sample of a Benham's disk

Um disco de Benham é um disco de cor preta e branca que, girando sobre si mesmo, cria a ilusão de cores. Foi criado pela primeira vez em 1894 pelo fabricante de brinquedos Charles Benham.